# Distretto dell'Alto Palatinato
Il distretto dell'Alto Palatinato (in tedesco: Bezirk Oberpfalz) è uno dei sette distretti del Land della Baviera in Germania, ed è gestito dal Bezirksrat.

## Suddivisione
- 3 città extracircondariali
  - Amberg
  - Ratisbona (Regensburg)
  - Weiden in der Oberpfalz
- 7 circondari
  - Amberg-Sulzbach
  - Cham
  - Neumarkt in der Oberpfalz
  - Neustadt an der Waldnaab
  - Ratisbona (Regensburg)
  - Schwandorf
  - Tirschenreuth

## Storia
Storicamente l'Alto Palatinato corrisponde al Nordgau bavarese, che era una parte del vecchio ducato di Baviera. Il nome è direttamente legato al Palatinato (tedesco: Pfalz, dal latino Palatium), ovvero al Kurpfalz (cioè all'Elettorato del Palatinato). Dopo la morte di Ludovico II del Palatinato 1294 il casato Wittelsbach si divise in due rami, quello più vecchio del Palatinato e quello più giovane di Baviera (vedi trattato di Pavia del 1329). Il ramo del Palatinato ottenne una parte del territorio della Baviera settentrionale, che più tardi venne ribattezzata Alto Palatinato in Baviera.